# Эксетерский собор
Эксетерский собор (англ. Exeter Cathedral), полностью Кафедральный собор Апостола Петра в Эксетере (англ. Cathedral Church of Saint Peter in Exeter) — кафедральный собор англиканской церкви в Эксетере, Девон, Юго-Западная Англия, Великобритания. Центр Эксетерской епархии.
Нынешнее строение было закончено примерно в 1400 году. Его достопримечательностями являются средневековые мизерикордии, астрономические часы и самый длинный в мире непрерывный сводчатый потолок.

## История

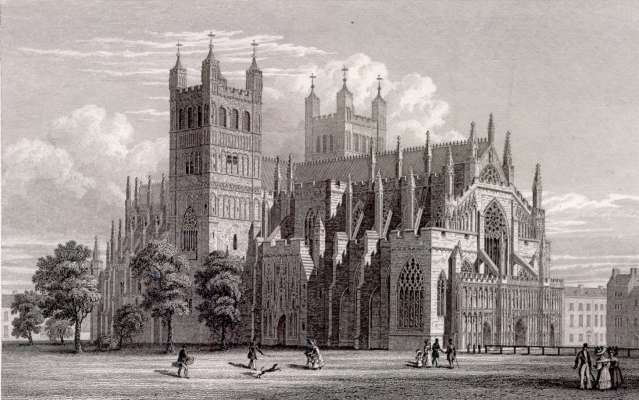
Собор в 1830 году, вид с северо-запада

Основание кафедрального собора в Эксетере, посвящённого св. Петру, датируется 1050 годом, когда кафедра епископа Девона и Корнуолла была перенесена в Эксетер из Кредитона, который мог подвергнуться нападениям с моря. Существовавшая в Эксетере англосаксонская церковь Богородицы и апостола Петра использовалась епископом Леофриком однако службы часто проводились на улице, около того места, где стоит нынешнее здание.
В соответствии с одним источником XIX века, существует миссал XI века, в котором записано, будто бы король Этельстан собрал большую коллекцию святых мощей в Эксетерском соборе, отправляя посланцев на континент, чтобы добыть их. Среди них были часть «куста, в котором Моисей разговаривал с Богом» и «кусочек свечи, которым ангел освещал пещеру Иисуса.» Это, вероятно, легенда.
В 1107 году епископом стал племянник Вильгельма Завоевателя Вильгельм Варелваст, который ускорил строительство нового кафедрального собора в нормандском стиле. Официальной датой считается 1133 год, однако строительство шло ещё много лет. Уолтер Бронескомб, назначенный епископом в 1258 году, счёл здание устаревшим, и собор был перестроен в стиле украшенной готики, по примеру расположенного недалеко Солсберийского собора. Тем не менее, большая часть прежнего строения сохранена, включая две массивные квадратные башни и часть стен. Собор был построен в основном из местного камня, в том числе пурбекского мрамора. Новый собор был закончен в 1400 году, не считая пристроенных позже капитулярной залы и капелл.
Как и большинство английских соборов, Эксетерский пострадал от тюдоровской секуляризации, хотя и не так сильно, как если бы он был частью монастыря. Согласно полулегендарной истории, протестантская мученица Агнес Прест незадолго до казни в 1557 году повстречала в Эксетере каменщика, занимавшегося ремонтом статуй в соборе, и в разговоре с ним заметила: «нет нужды приклеивать им носы, потому что не пройдёт и нескольких дней, как все мы потеряем головы».
Сестра Карла II Генриетта Стюарт была крещена в этом соборе в 1644 году. В ходе английской революции были уничтожены клуатры. В 1650 году в соборе прошло собрание индепендентов, известное тем, что за его посещение была отлучена религиозная писательница Сюзанна Парр. После реставрации Карла II в соборе мастером Джоном Лузмором построен новый орган.
В Викторианскую эпоху реставрацией собора занимался Джордж Гилберт Скотт. В соборном хоре пел будущий композитор Мэтью Локк, чьё имя нацарапано на каменной преграде, на которой помещается орган.
В ходе Второй мировой войны Эксетер был одной из целей немецкой кампании по уничтожению культурных ценностей в Англии. Очередной налёт в ходе «Эксетерского блица» прошёл ранним утром 4 мая 1942 года, фугасная бомба попала прямо в капеллу св. Иакова и полностью её уничтожила, также пострадали комната для документов над капеллой, три секции бокового нефа и два контрфорса. Деревянная преграда перед часовней разлетелась на куски, но её удалось потом восстановить. Большинство соборных древностей, как, например, средневековые витражи (Большое Восточное окно), мизерикордии, Эксетерскую Книгу, епископский трон, хартии Этельстана и Эдуарда Исповедника и другие документы из соборной библиотеки к тому времени укрыли на случай подобной атаки, а скульптурное надгробие Бронескомба обложили мешками с песком. В ходе разбора завалов и ремонта в западном конце здания обнаружили следы более древних построек, включая остатки римского города и первоначального норманнского собора.
В трещинах и лунках, образованных выветриванием известняка, из которого построен собор, обитает паук Segestria florentina с ярко-зелёными хелицерами и другие беспозвоночные.

## Интерьеры

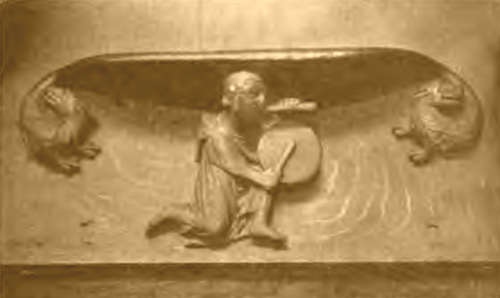
Одна из мизерикордий, изображающая игру на флейте и бубне
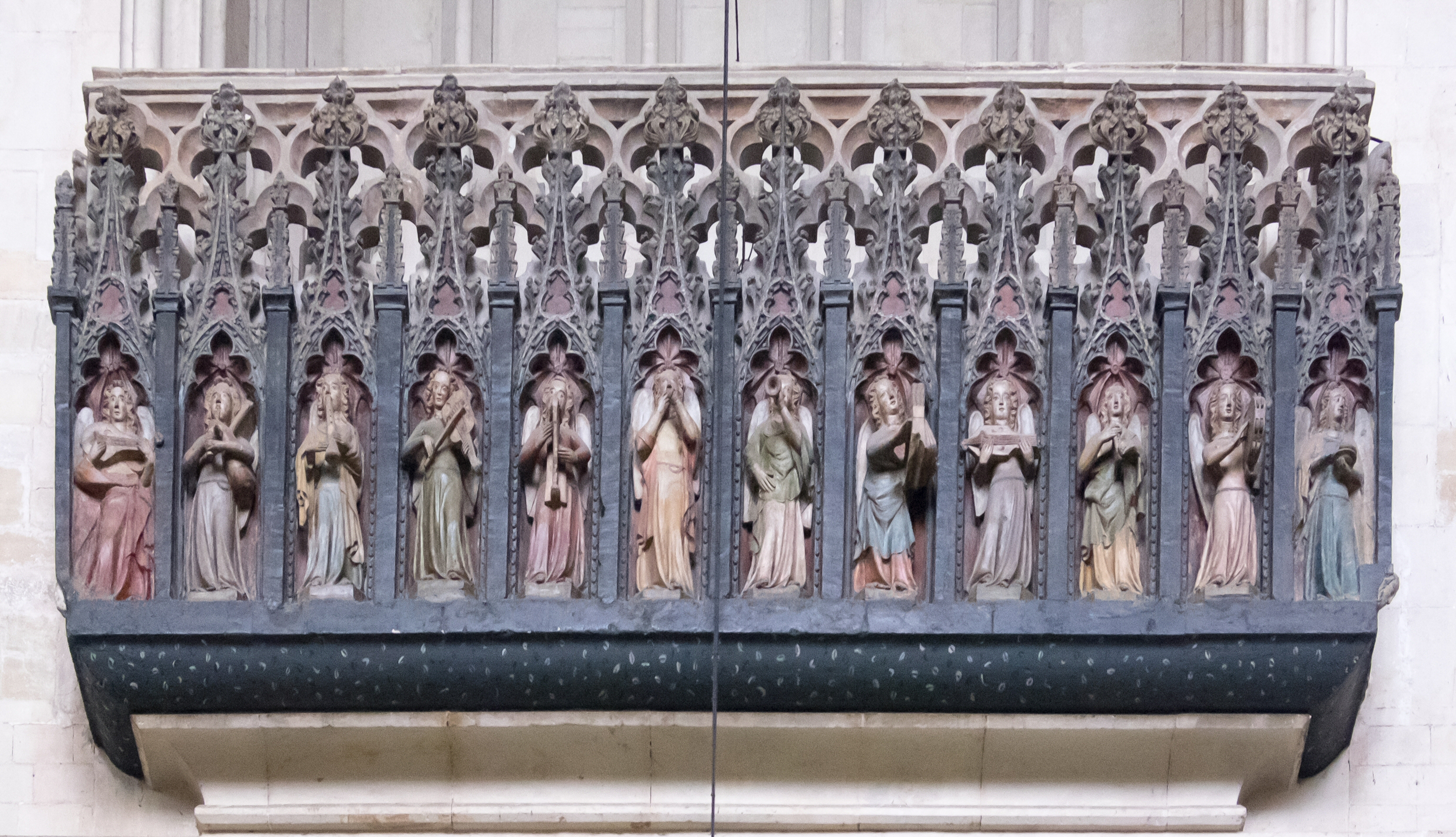
Галерея для певцов

В интерьере стоит обратить внимание на нервюрные своды со множеством рёбер, 400 замковых камней, на одном из которых изображена сцена убийства Томаса Бекета, сложные профилированные столбы. Поскольку собор не имеет центральной башни, в Эксетерском соборе находится самый длинный в мире непрерывный средневековый сводчатый потолок — 96 м (315 футов).
Пятьдесят мизерикордий Эксетерского собора являются старейшим полным набором мизерикордий в стране. Они датируются двумя периодами: 1220—1230 и 1250—1260 годами. Помимо прочего, среди них — самое раннее в Британии изображение слонов. Епископский трон на хорах изготовлен из девонширского дуба между 1312 и 1316 годами, окружающие его места для клириков — в 1870-х Джорджем Гилбертом Скоттом.
В Большом Восточном окне сохранилось довольно много витражей XIV века.
Список памятников и памятных надписей в соборе содержится в статье Хьюетт, Дж. У.. Заметки о памятных латунных табличках и известных скульптурных надгробиях в кафедральном соборе св. Петра в Эксетере, с приложением полного списка памятников (англ.) = Remarks on the Monumental Brasses and Certain Decorative Remains in the Cathedral Church of St Peter, Exeter, to which is Appended a Complete Monumentarium // Transactions of the Exeter Diocesan Architectural Society. — Exeter, 1846–1849. — Vol. 3. — P. 90–138.
Галерея для певцов в нефе датируется приблизительно 1360 годом, и в соборах Англии является единственной в своём роде: она украшена 12-ю раскрашенными статуями ангелов со средневековыми музыкальными инструментами, которые в 1921 году были определены как цитра, волынка, гобой, крота, арфа, труба, орган, гитара, тамбурин и цимбалы. С тех пор историки музыки уточнили атрибуции, и новый список выглядит как: гитерн, волынка, шалмей, фидель, арфа, варган, труба, орган, цитоль, блокфлейта, тамбурин и цимбалы.

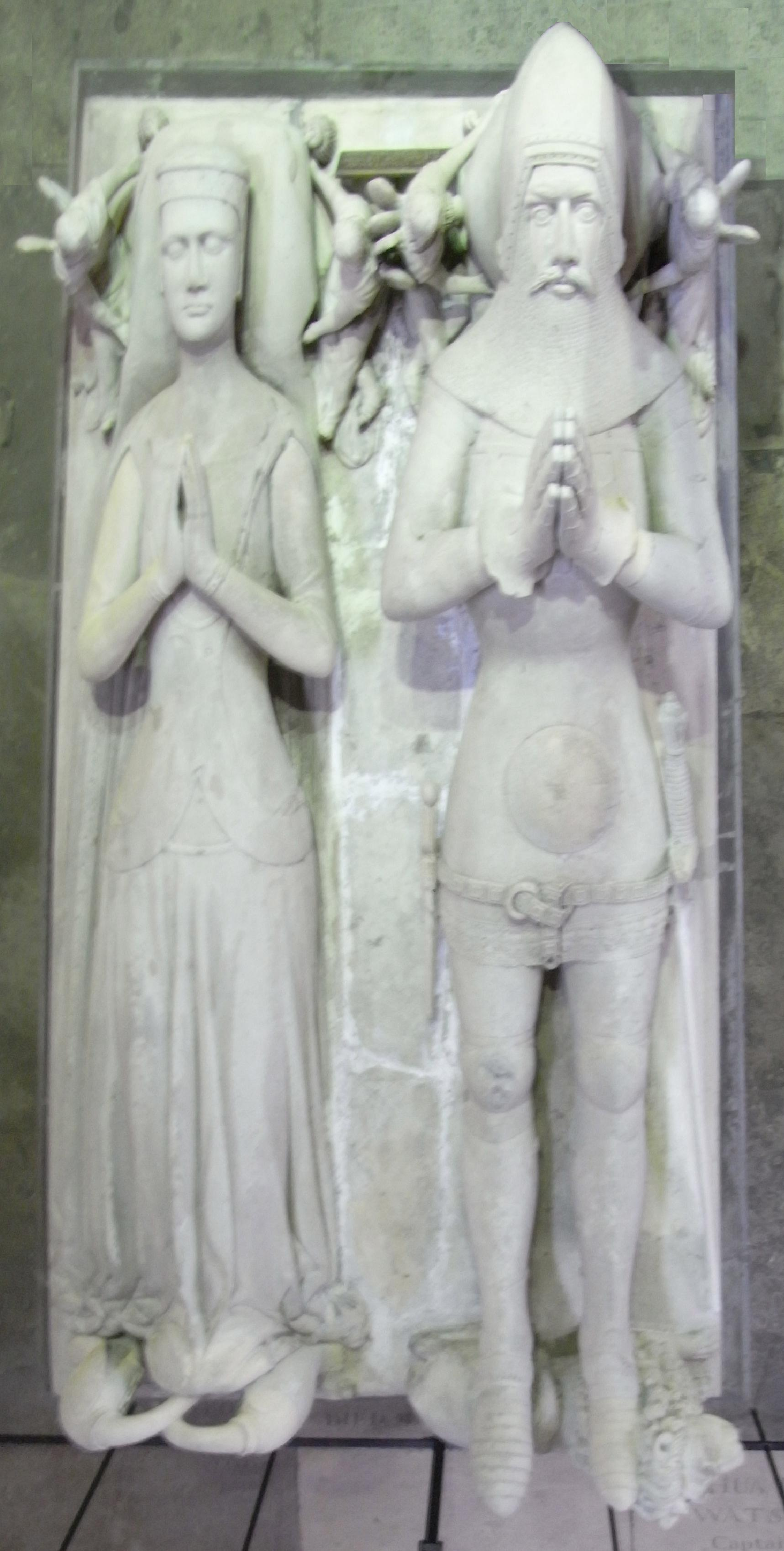
Надгробие Хью Куртене, 2-го графа Девона и его жены Маргариты де Богун
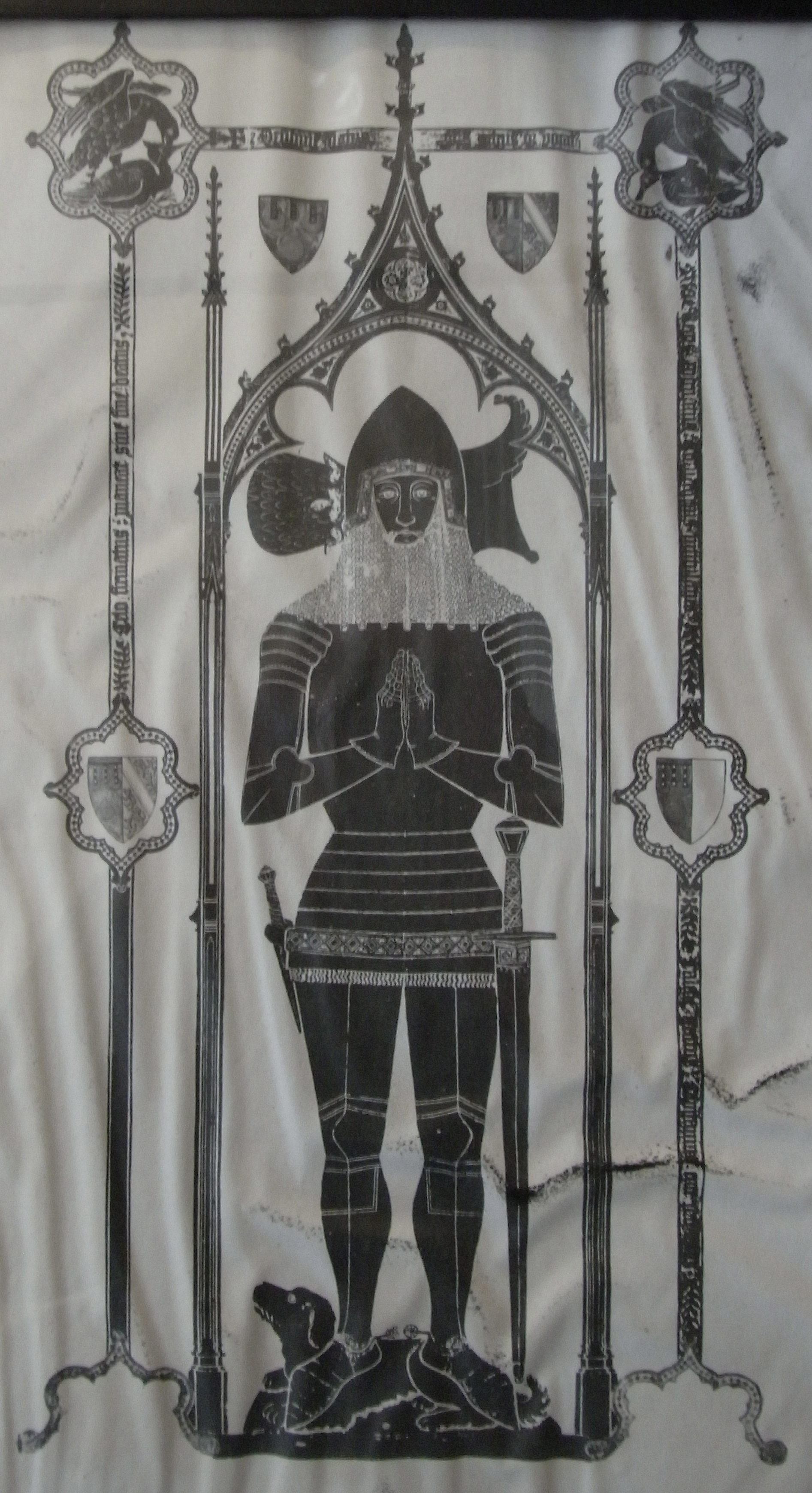
Прорись с латунного надгробия сэра Питера Куртене
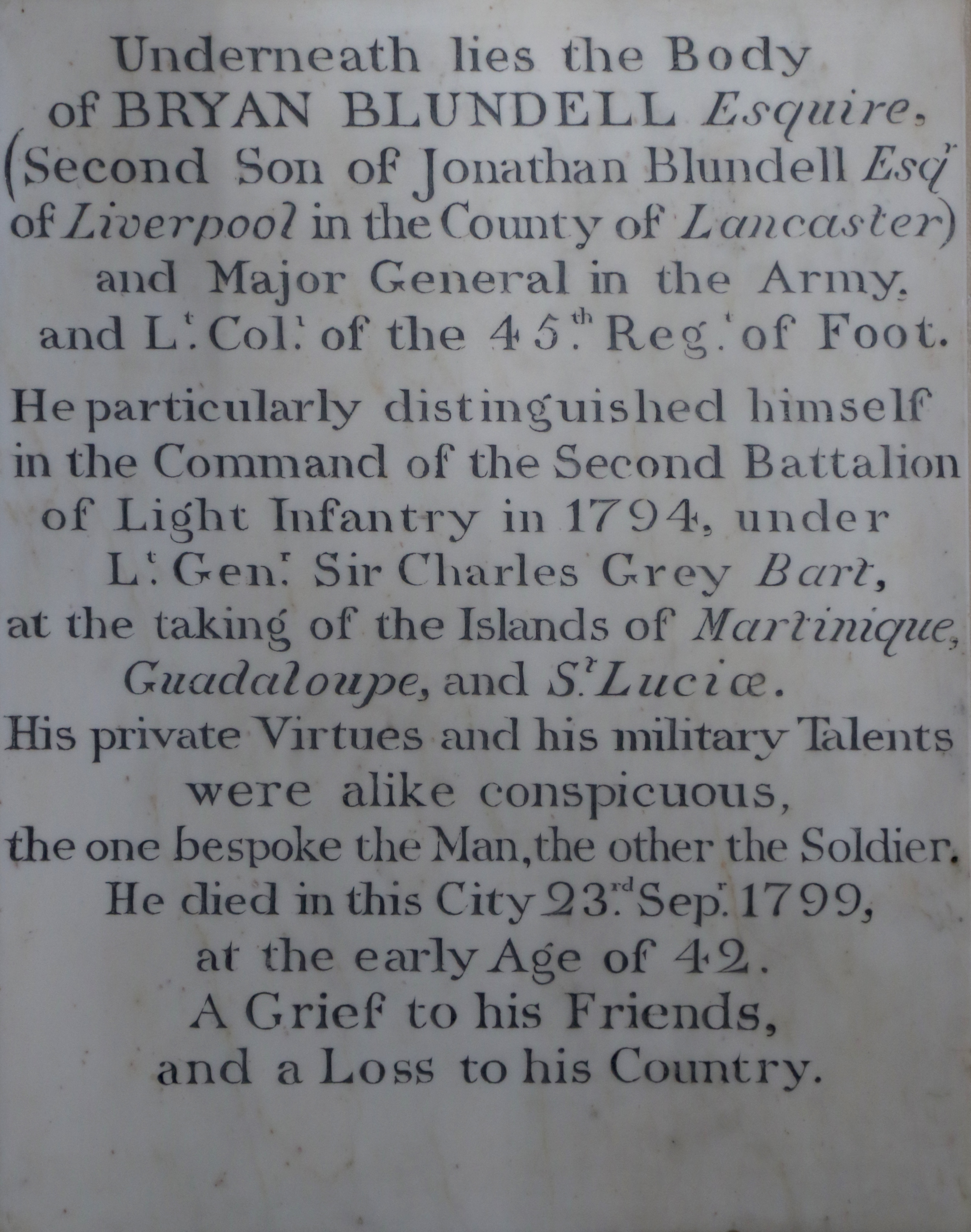
Табличка генерал-майору Брайену Бланделлу на стене капеллы
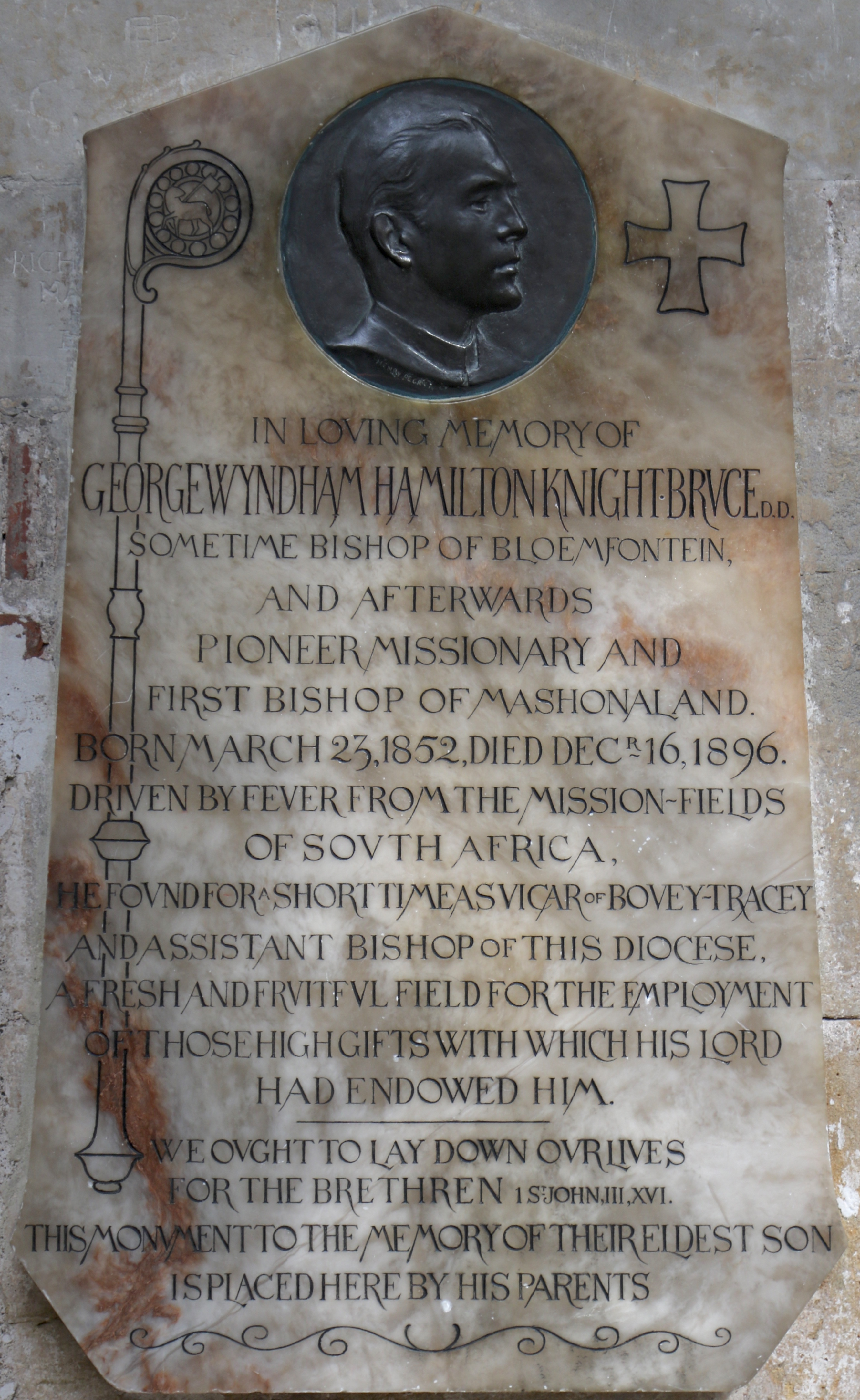
Мемориальная табличка Джорджу Найт-Брюсу, первому епископу Машоналенда

## Часы

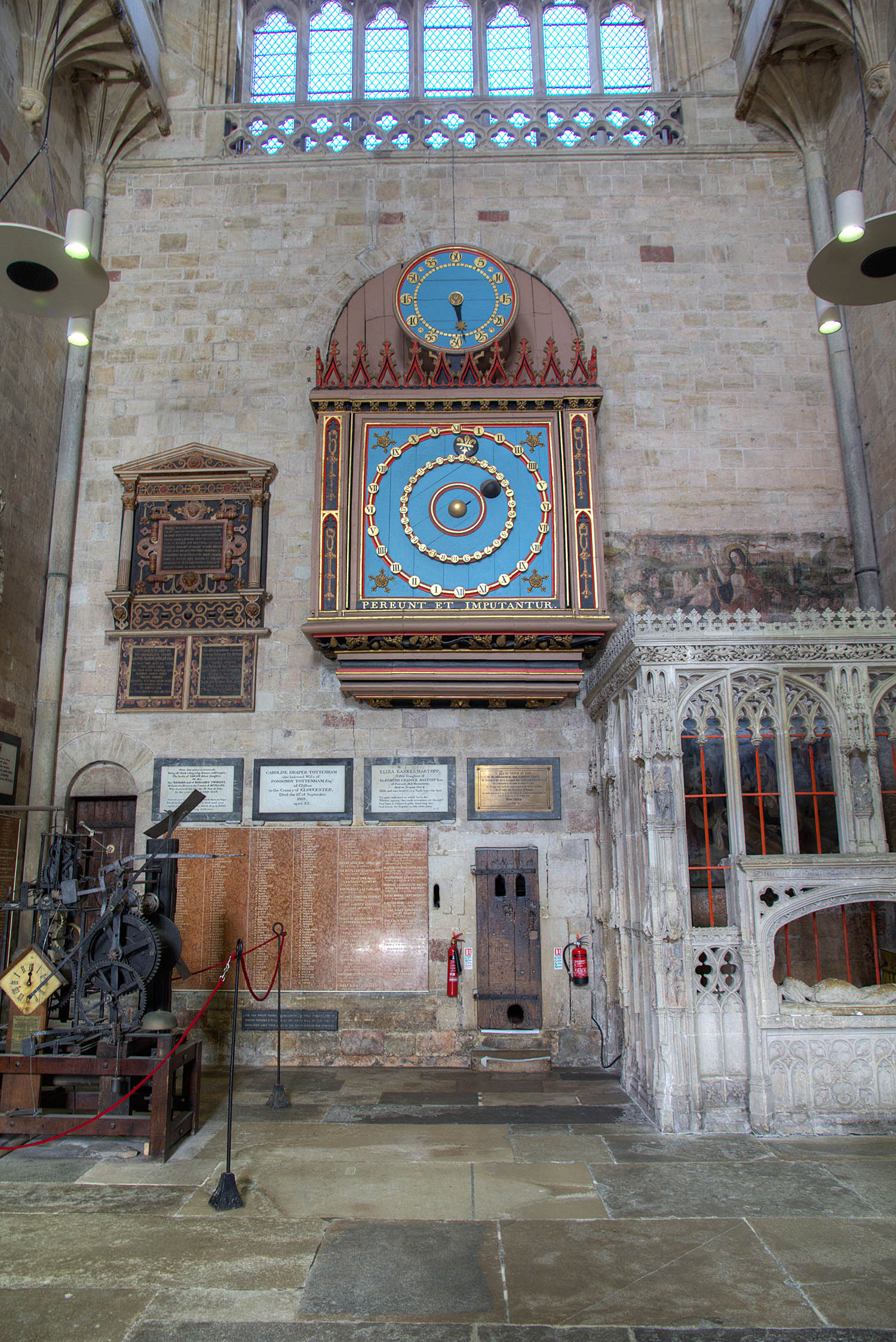
Общий вид часов в интерьере и дверь для котиков
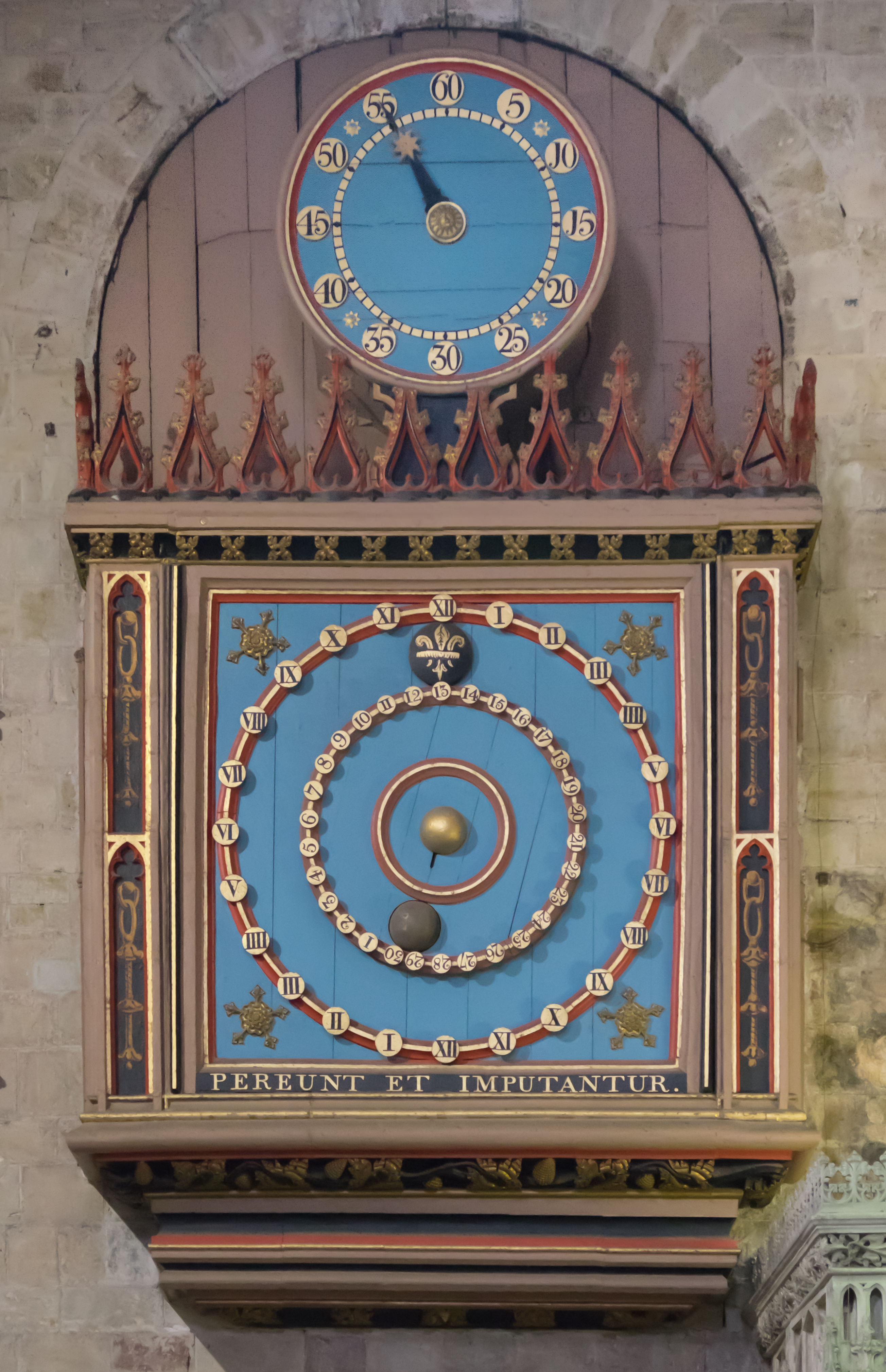
Циферблаты Эксетерских часов. Использована геоцентрическая система
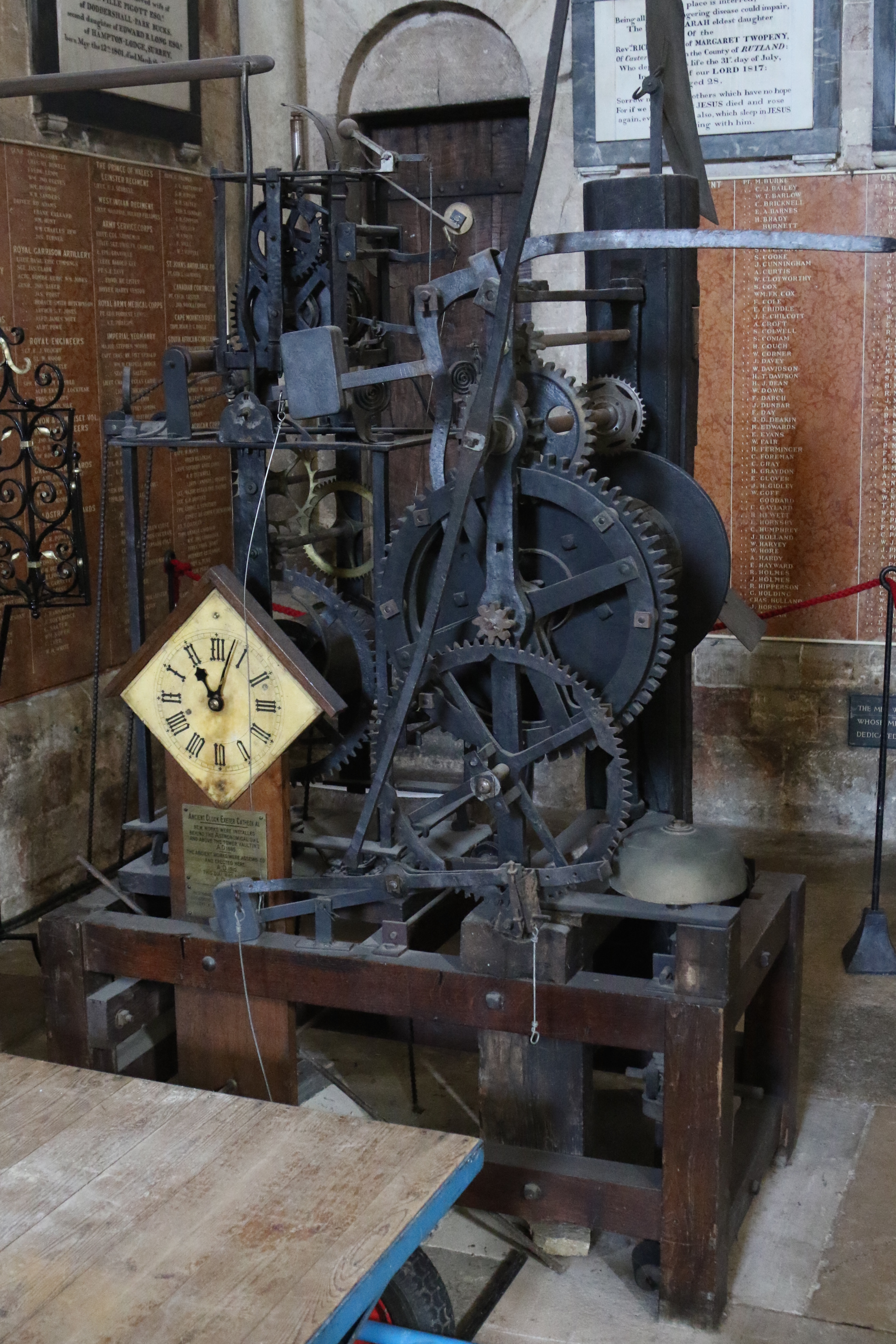
Старый механизм часов

Астрономические часы Эксетерского собора относятся к группе известных астрономических часов XIV—XVI веков в Западной Англии (другие расположены в Уэлсе, Оттери-Сент-Мэри и Уимборн-минстере) и датируются около 1484 года. Старый механизм часов отставлен в 1885 году, после того как кройдонской фирмой Gillett & Bland изготовлен новый.
Главный (нижний) 24-часовой циферблат — старейшая часть часов, датируемая 1484 годом. Он пронумерован римскими цифрами от I до XII дважды, Солнце в виде диска с геральдической лилией показывает верхним остриём время (и место солнца на небе), а нижним концом лилии — день луного месяца на внутреннем кольце. Наполовину посеребрённый, наполовину зачернённый шар, поворачиваясь, показывает фазу Луны. Земля в виде золотого шара располагается посередине. Верхний циферблат 1760-х годов показывает минуты. Девиз «лат. Pereunt et Imputantur», часто встречаемый на обычных и солнечных часах — фраза Марциала, переводимая обычно как «они уходят и записываются на наш счет», что относится к часам, которые мы тратим с умом — или нет. Оригинальный часовой механизм, на протяжении веков ремонтированный, модернизированный, и в конце концов заброшенный, был снят в 1885 году, отреставрирован в 1910 году астрономом Джоном Джеймсом Холлом и экспонируется под часами.
За циферблатом небольшой колокол отбивает четверти, а целые часы бьёт большой колокол соборной звонницы.
В двери, ведущей к часовому механизму, в XVII веке пропилено круглое отверстие для кошек, чтобы они ловили крыс, которых привлекало сало, использованное для смазки часов. Возможно, с этим связана известная детская песенка Хикори-Дикори-Док, по сюжету которой в часы забралась мышь, но часы бьют, и она убегает.

## Библиотека

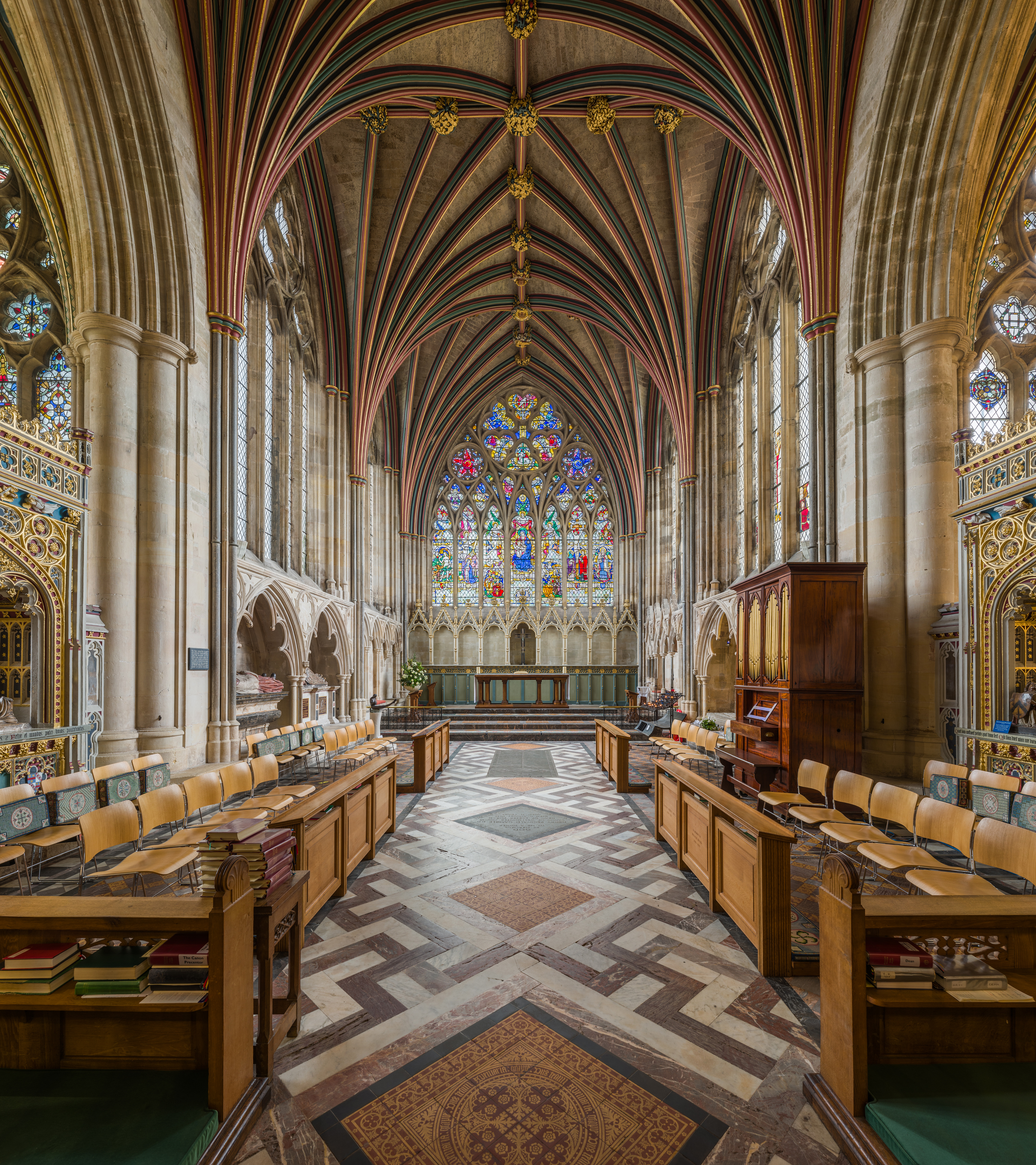
Капелла Девы Марии, где располагалась библиотека
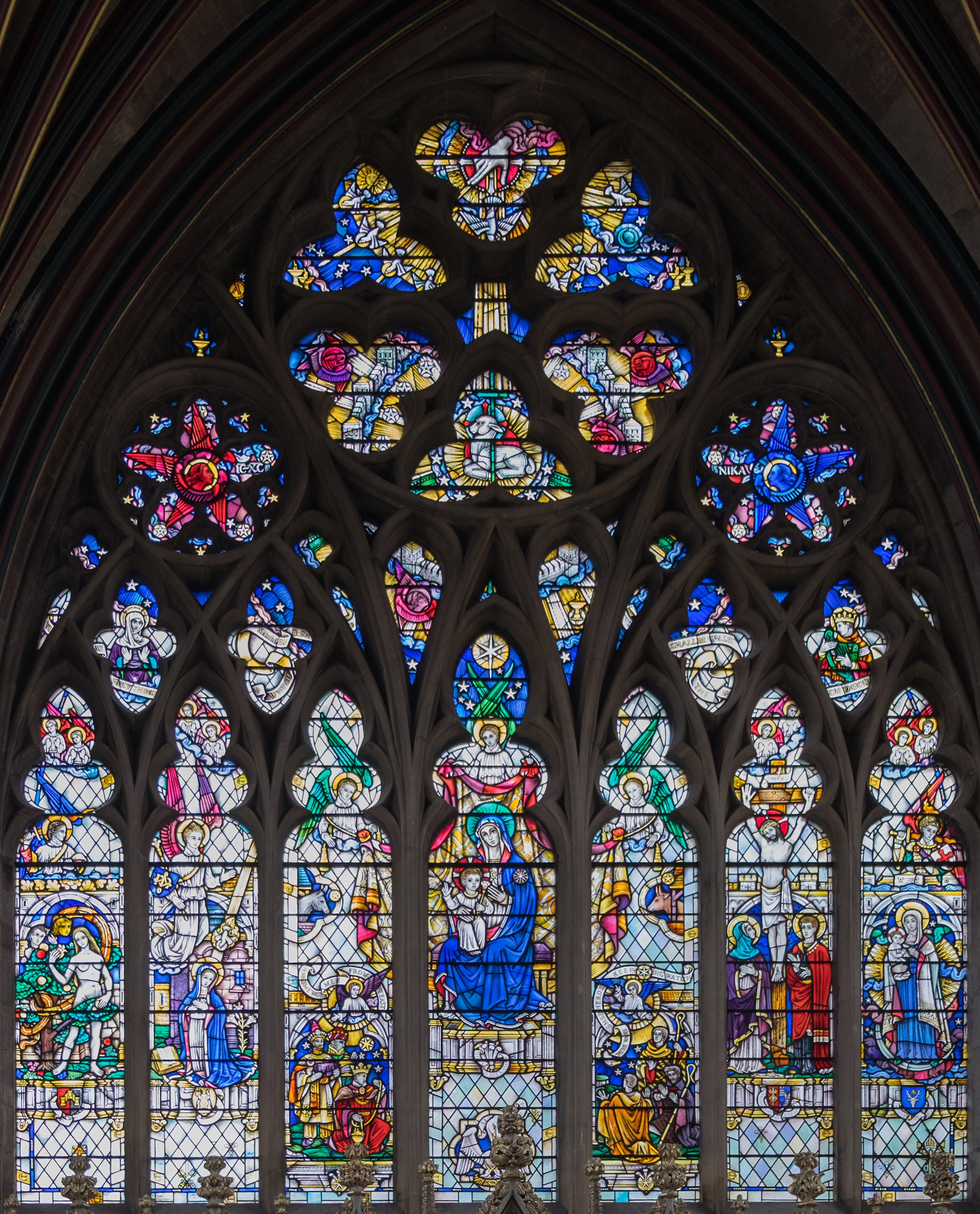
Восточное окно капеллы Девы Марии

Si quis illum inde abstulerit eterne subiaceat maledictioni. Fiat. Fiat.
(Кто возьмёт, да будет вовеки проклят. Да будет так! Да будет так!)
История соборной библиотеки начинается с епископата Леофрика (1050—1072), который подарил 66 томов, из которых в соборе сохранилась только Эксетерская книга — сборник англосаксонской поэзии. В этой книге находится единственный дошедший до нас текст поэмы «Видсид». Ещё 16 книг Леофрика ныне находятся в Британской библиотеке, Бодлианской библиотеке и библиотеке Кембриджского университета. Манускрипты Рабана Мавра «О счёте» («лат. De Computo», X век) и Исидора Севильского «О природе вещей» («лат. De Natura Rerum») тоже могут быть из собрания Леофрика, но первое упоминание их относится лишь к описи 1327 года, выполненной субдеканом англ. William de Braileghe и насчитывающей 230 названий, кроме вовсе не упомянутых богослужебных книг и прочих на французском, английском и латинском языках, которые были сочтены не заслуживающими внимания.
В 1412-13 годах была заказана и за 40 недель изготовлена новая библиотечная мебель, книги подремонтированы, а некоторые посажены на цепи. Библиотечный каталог 1506 года насчитывает более 530 названий, из которых больше трети — богослужебные книги.
В 1566 году архиепископу Кентерберийскому Мэтью Паркеру был подарен англосаксонский Новый Завет из собрания Леофрика, в 1602 году 81 манускрипт подарен Томасу Бодлею для Бодлианской библиотеки в Оксфорде. В 1657 году, при протекторате Кромвеля, у собора были конфикскованы некоторые здания, в том числе и читальный зал 1413 года, некоторые книги утрачены, но большая часть библиотеки спасена доктором Робертом Вивейном, который перевёз её в больницу св. Иоанна. Он же профинансировал переделку капеллы Девы в библиотеку, куда книги были возвращены.
К 1752 году собрание, главным образом дарами, выросло до пяти тысяч томов. В 1761 году настоятель собора Чарльз Литтелтон пишет, что в нём уже шесть тысяч книг, в том числе несколько манускриптов, упоминает их реставрацию и описание. При нём же хартии и старинные документы были разобраны и перемещены в специальную комнату.
В 1820 году библиотека переехала из капеллы Девы в капитулярную залу. С получением в дар в конце XIX века двух крупных библиотек назрела необходимость в постройке отдельного здания на месте клуатров, потому что новые поступления были вдвое больше прежних фондов. Архитектором стал Джон Лофборо Пирсон. В течение XX века бо́льшая часть библиотеки переехала в епископский дворец, но остаток и поныне располагается в библиотеке Пирсона.
В библиотеке имеется хорошее собрание старинных книг по медицине, частью переданных в 1948 году из Эксетерской медицинской библиотеки (основана в 1814 году), а частью (1300 томов) позаимствованной в 1965 году у королевской Девонской и Эксетерской больницы. Манускриптом с наибольшим числом иллюстраций является псалтырь, вероятно, изготовленная для церкви св. Елены в Вустере в начале XIII века. Старейшая печатная книга в собрании представлена единственным листом «De officiis» («Об обязанностях») Цицерона, издание Фуста и Шеффера в Майнце, 1465—66.

## Музыка

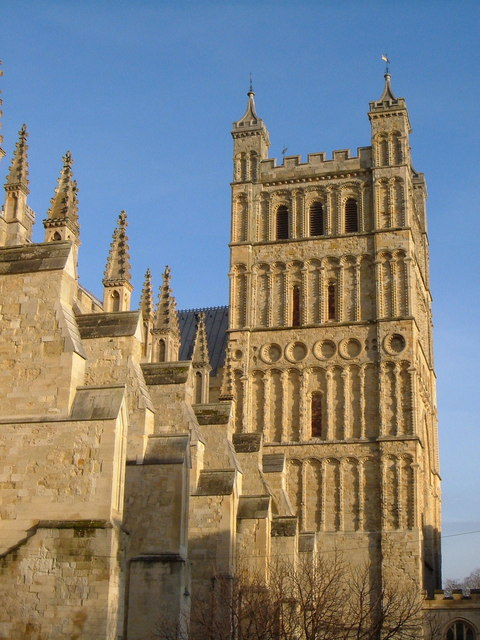
Южная башня со звонницей

### Колокола
В обеих башнях собора висят колокола. В северной находится бурдон «Пётр» весом 3684 кг, диаметром 188 см, голос в тоне A 445 Гц, отлитый в 1676 году (Thomas Purdue), который подвешен в дубовой раме конца XV века так, что в него можно звонить враскачку, но в настоящее время он неподвижен и бьёт только часы ударами молота часового механизма. В той же башне подвешены два небольших колокола для отбивки четвертей часа.
В южной башне на чугунной подвеске 1902 года располагается звонница из 12 голосов, тенор её в тоне B♭ (460 Гц) весит 8122 фунта (3684 кг), и по общему весу среди звонниц такого рода она уступает только Ливерпульскому собору. Также к 12-голосной звоннице добавлены G сверху и бемоль шестой ступени (A♭).
| №      | Вес, т | Диаметр, см | Тон, Гц | Нота | Дата | Изготовитель         |
| ------ | ------ | ----------- | ------- | ---- | ---- | -------------------- |
| 1      | 0,313  | 73,7        | 1378    | F    | 1922 | John Taylor & Co     |
| 2      | 0,323  | 77          | 1229    | E♭   | 1922 | John Taylor & Co     |
| 3      | 0,370  | 80          | 1156    | D    | 1915 | John Taylor & Co     |
| 4      | 0,450  | 88          | 1036,5  | C    | 1616 | John II Birdall      |
| 5      | 0,432  | 91          | 921     | B♭   | 1658 | John II Pennington   |
| 6      | 0,522  | 100         | 867     | A    | 1676 | Thomas Purdue        |
| 7      | 0,916  | 113         | 770     | G    | 1902 | John Taylor & Co     |
| 8      | 0,973  | 120         | 691     | F    | 1693 | Thomas Purdue        |
| 9      | 1,424  | 138         | 614     | E♭   | 1676 | Thomas Purdue        |
| 10     | 1,707  | 146         | 577     | D    | 1729 | William Evans        |
| 11     | 2,079  | 160         | 517,5   | C    | 1676 | Thomas Purdue        |
| 12     | 3,684  | 183         | 460     | B♭   | 1902 | John Taylor & Co     |
| 0extra | 0,314  | 68          | 1540    | G    | 1979 | John Taylor & Co     |
| 6♭     | 0,575  | 103         | 818,5   | A♭   | 1630 | Thomas II Pennington |

### Хоры
В соборном хоре поют 38 мальчиков и девочек, студенты и взрослые певцы. С 1881 года существует волонтёрский «Хор св. Петра».

### Орган

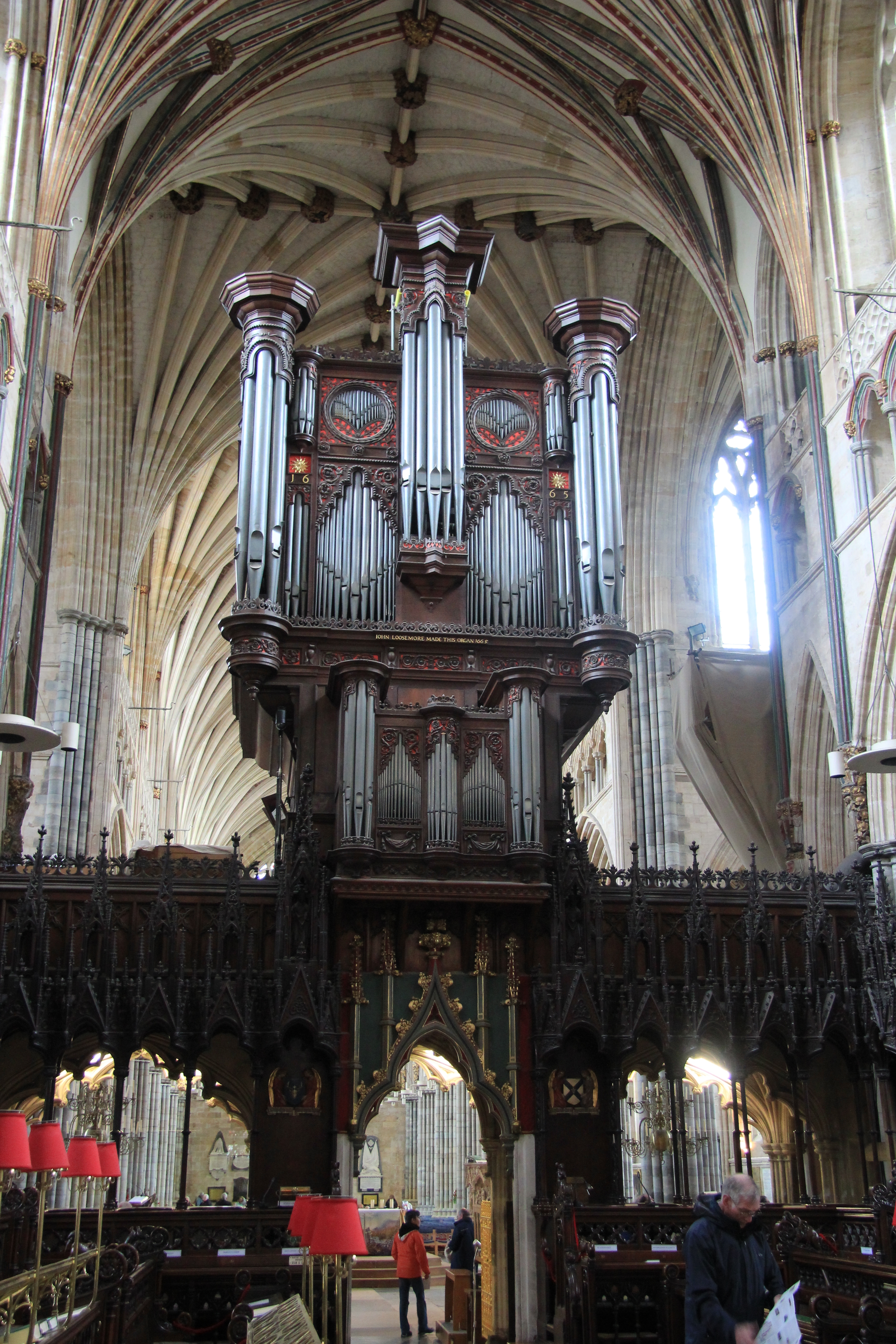
Орган в корпусе XVII века

Первое упоминание органа в Эксетерском соборе относится к 1286 году. Известно, что в 1429 году был заказан новый орган, а в 1513 году потрачено £165 15 шилл. 7½ пенсов на орган, установленный на преграде между хорами и нефом. В 1620 году для ремонта органа приглашался Томас Даллам, а между 1645 и 1660 годами войска Парламента разломали его, уничтожив две-три сотни труб. Следующий инструмент был построен Джоном Лузмором в 1665 году и обошёлся в £677 7 шилл. 10 пенсов. В 1740 году, после реконструкции Авраама Джордана, в нём было 20 регистров в трёх подразделениях (Хауптверк, Швеллер и Хор), самые большие трубы ― 16-футовые Принципалы.
Инструмент 1740 года прослужил с ремонтами и переделками до 1876 года, когда вошёл в строй орган Генри Спичли из 58 регистров в пяти подразделениях (Педаль, Хор, Хауптверк, Швеллер и Соло).
В 1891 году новый инструмент из 59 регистров всё в том же корпусе 1665 года построил Генри Уиллис, следующие реконструкции в 1933 и 1965 году выполнила фирма «Harrison & Harrison». В январе 2013 года теми же «Harrison & Harrison» начата крупная модернизация органа, заключавшаяся в капитальном ремонте и переустройстве регистровых ящиков, и в октябре 2014 года орган был собран и начата настройка.
В ныне существующем органе 72 регистра на четырёх 58-клавишных мануалах (Хор, Хауптверк, Швеллер, Соло), 30-клавишной педали, в том числе 30-кнопочный 16-футовый Бурдон. Крупнейшие трубы — нижняя октава 32-футового педального регистра Контр-виолон (Contra Violone) — установлены в южном трансепте. В инструменте имеется один из лишь трёх в стране регистров «Армейская труба» , расположенный в подразделении «Менестрель» на галерее певцов вместе с принципалами.
Первый известный органист ― Мэтью Годвин (1586).

## Фотогалерея

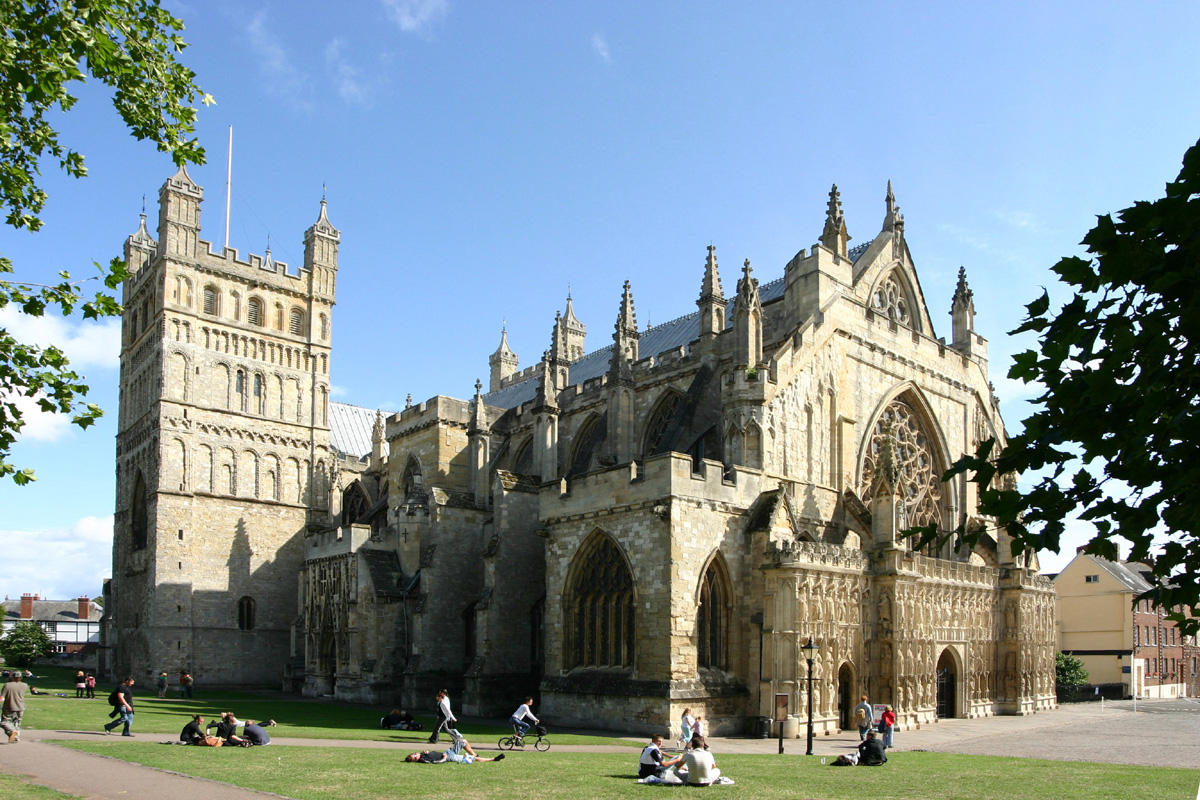
Вид с северо-запада
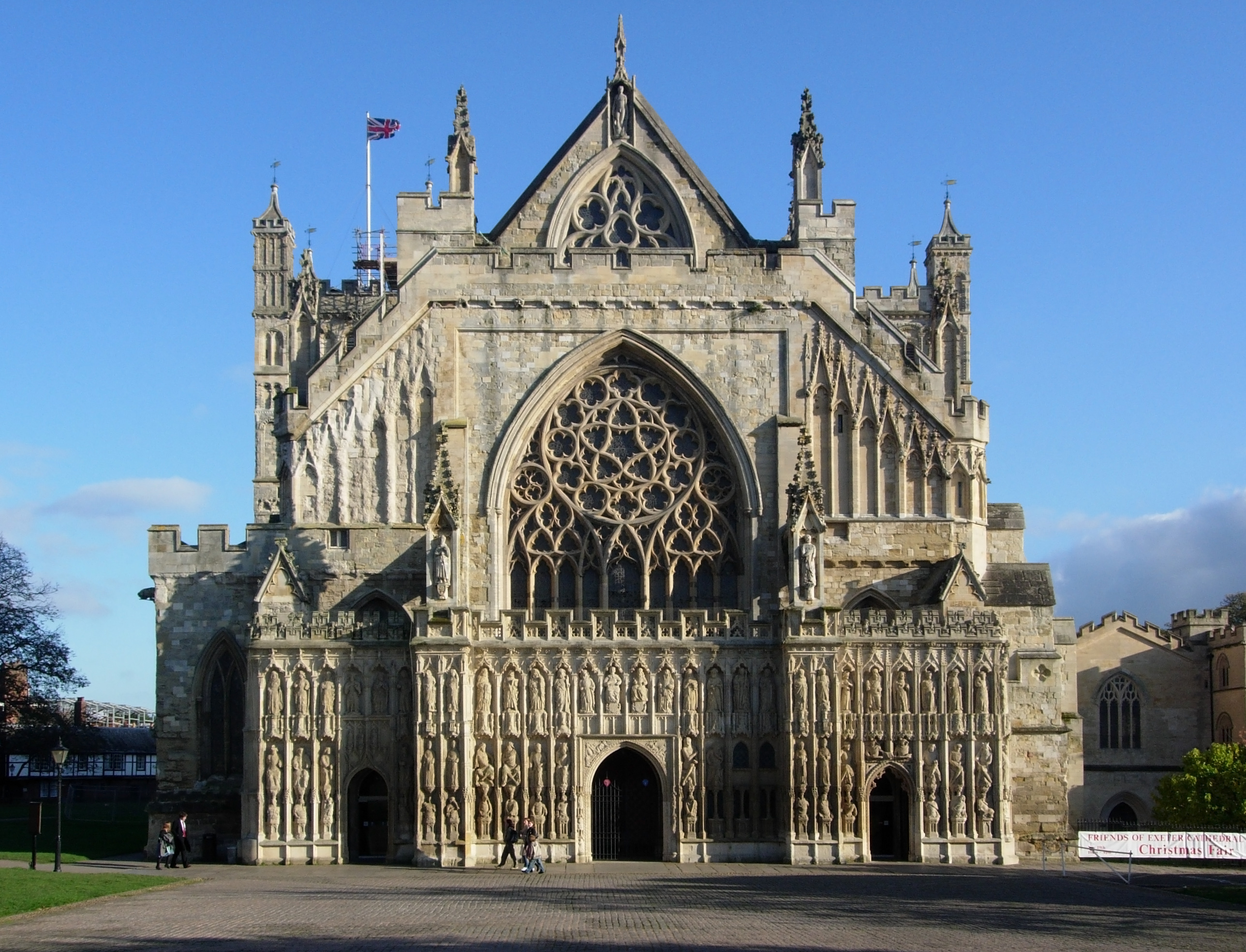
Западный фасад
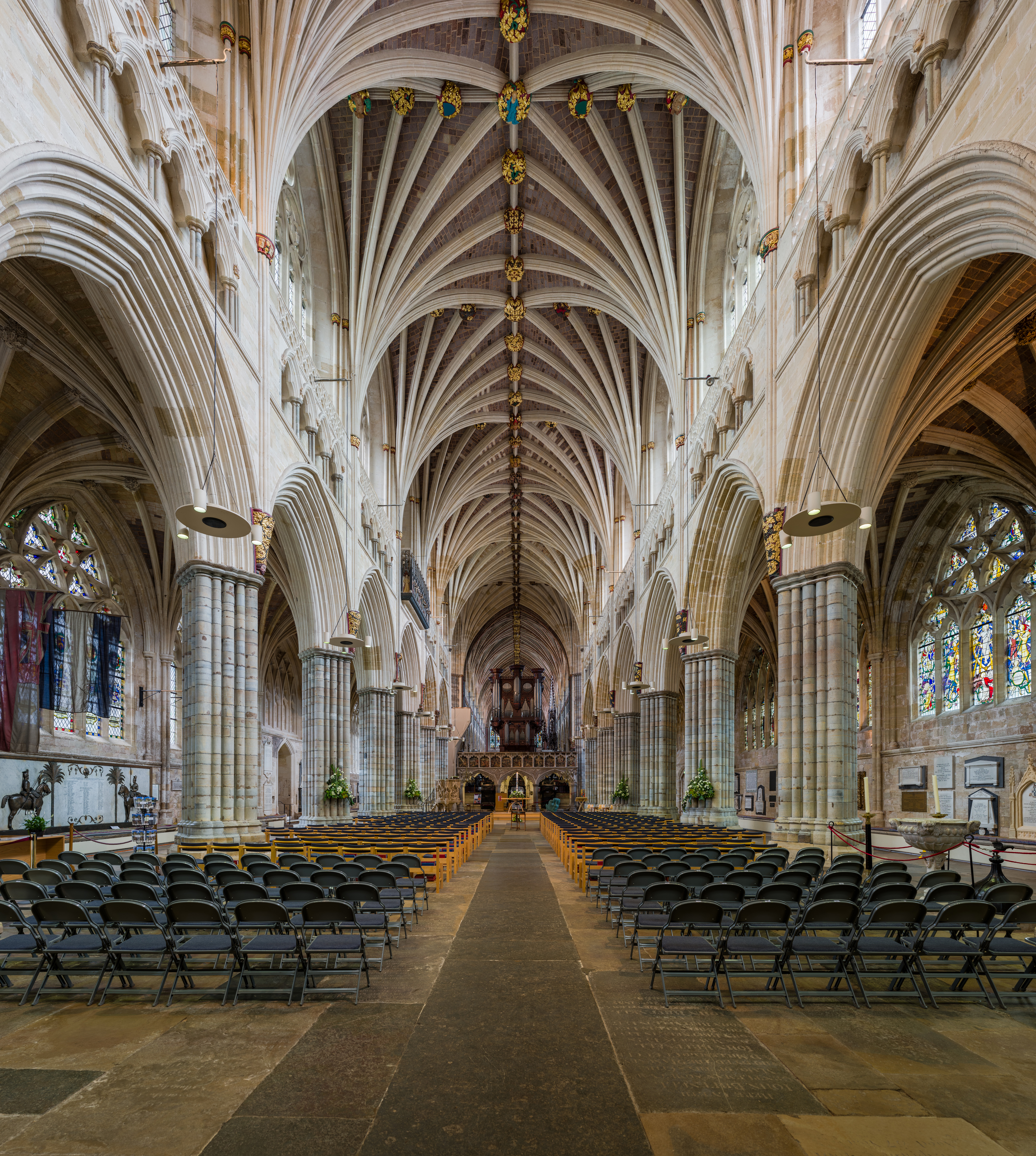
Самый длинный сводчатый потолок в Англии
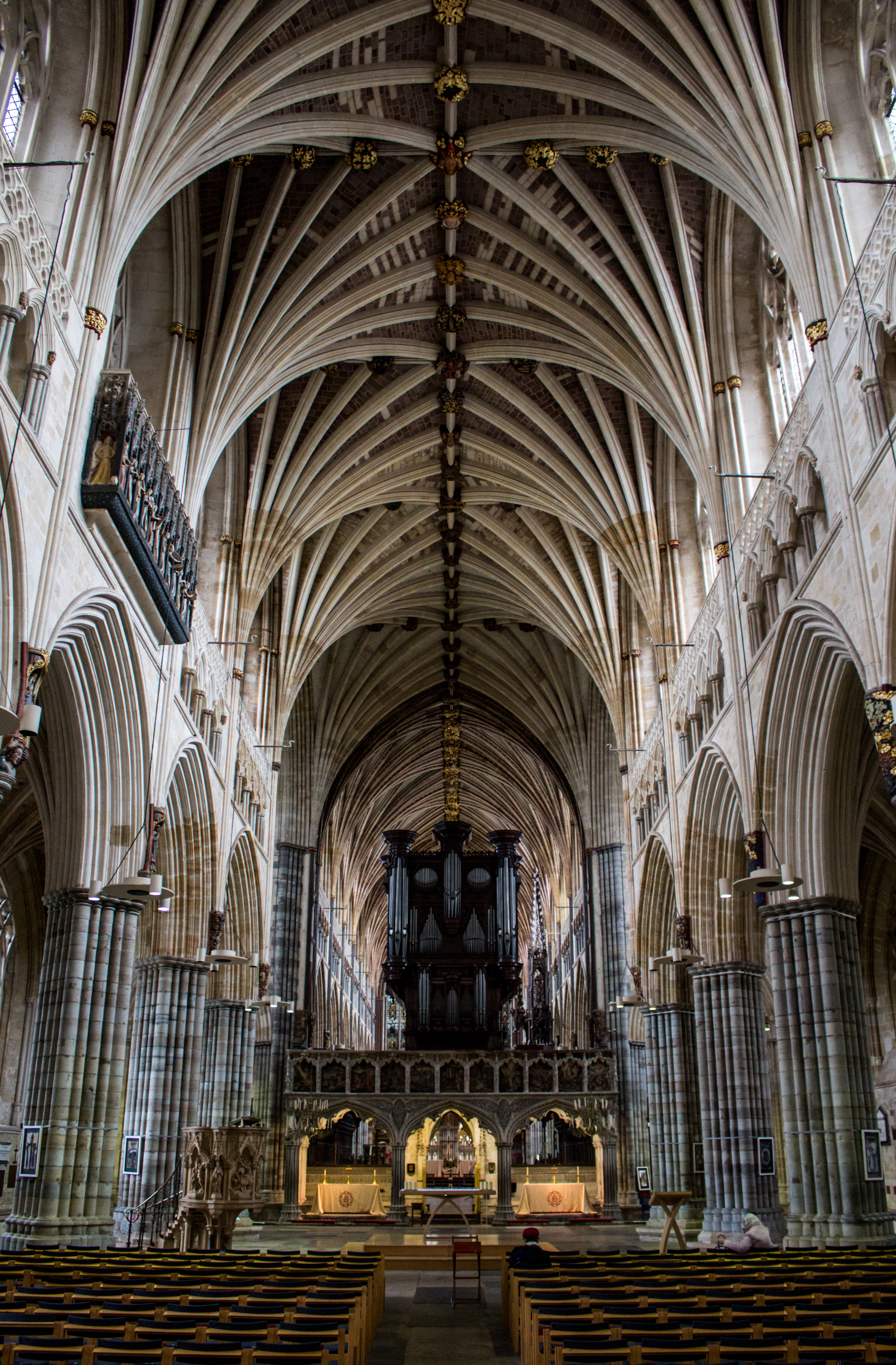
Интерьер близ середины
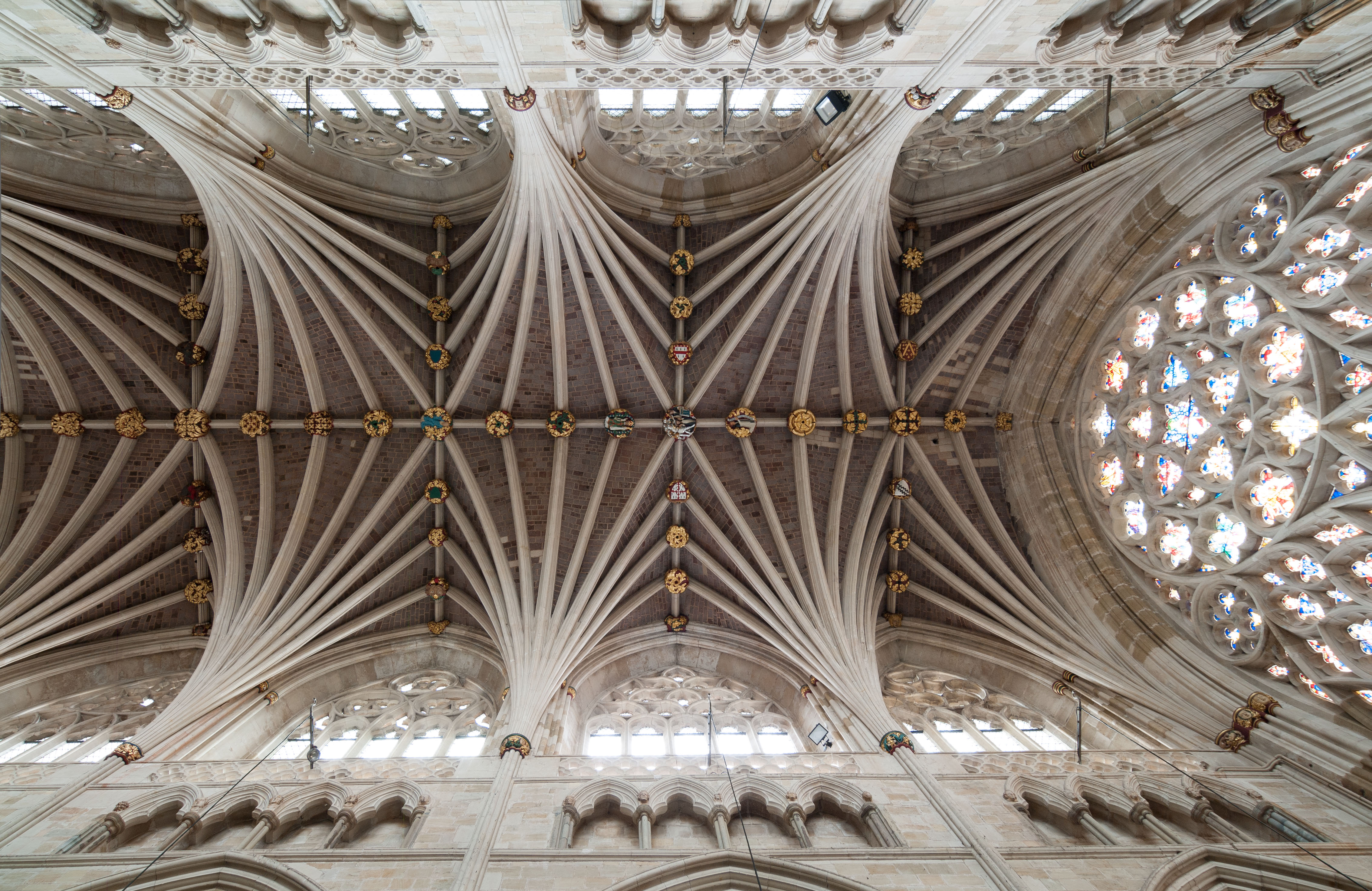
Сводчатый потолок Эксетерского собора
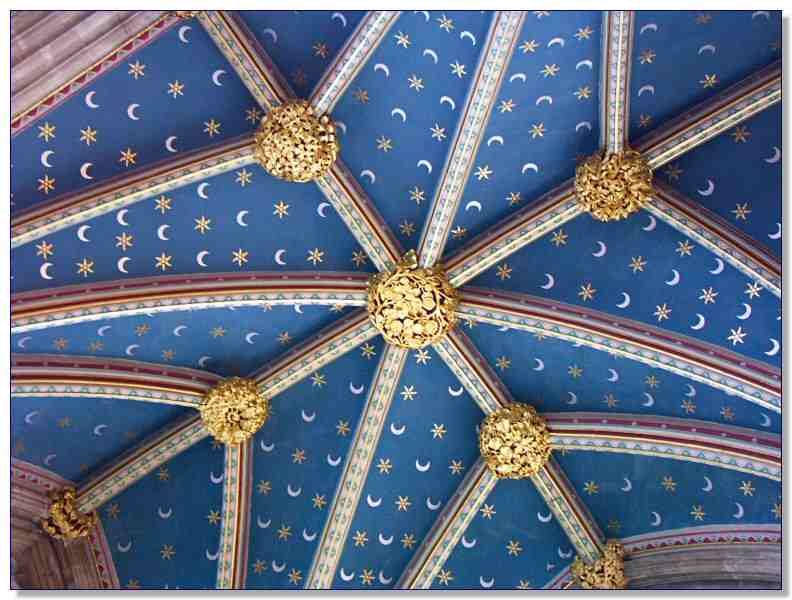
Роспись потолка
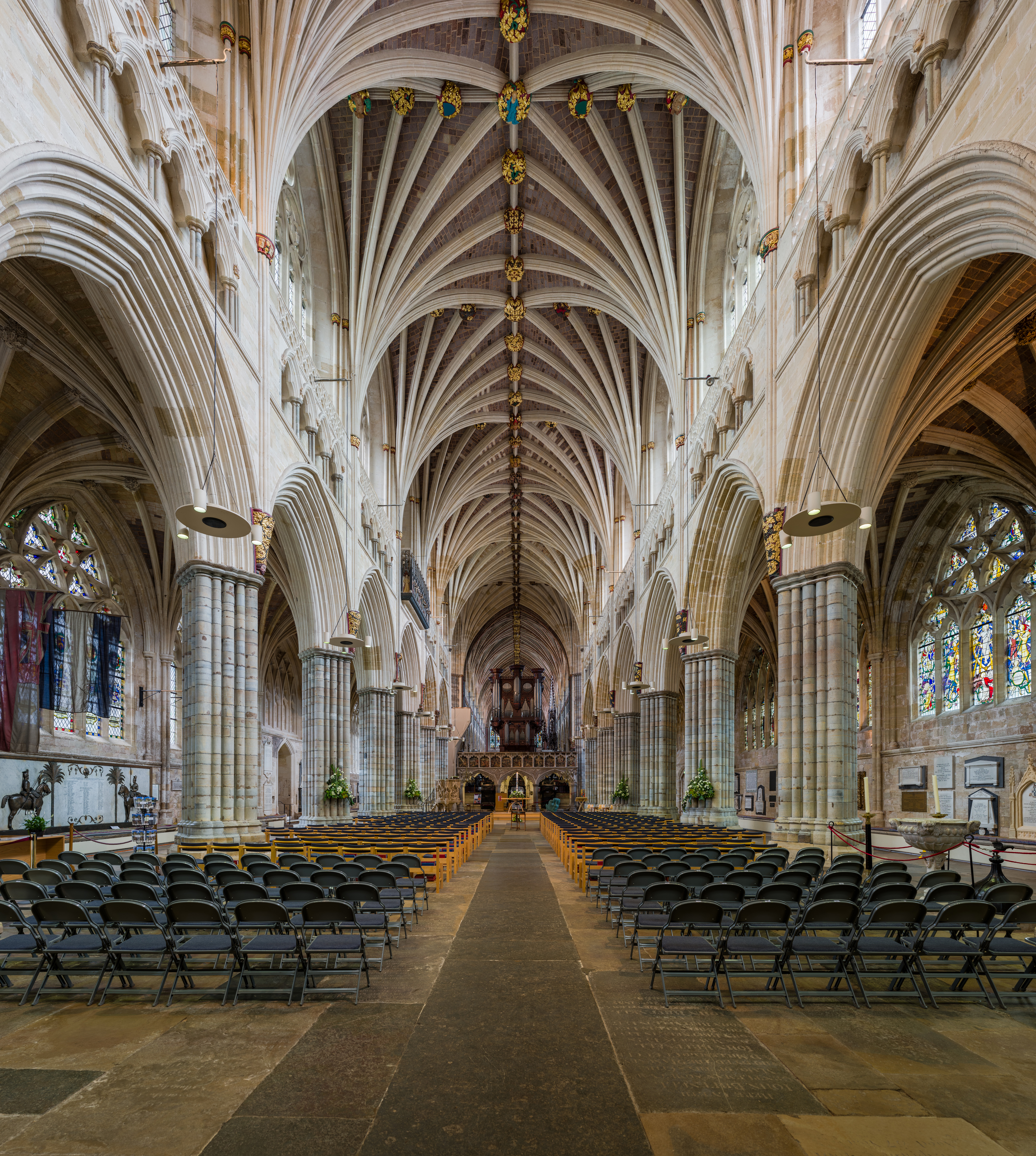
Неф, вид к востоку в сторону органа
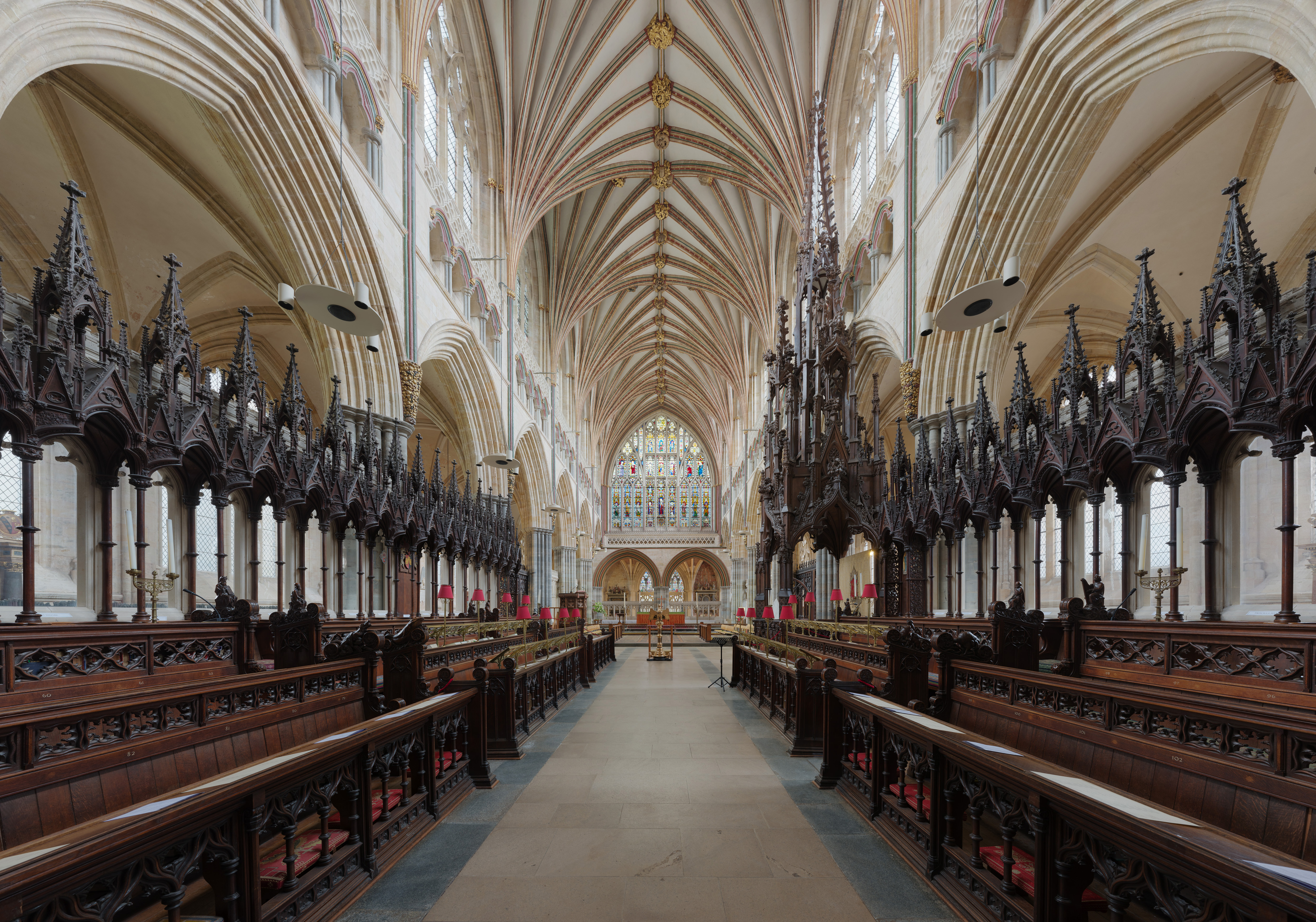
Хоры, вид от органа к капелле Девы
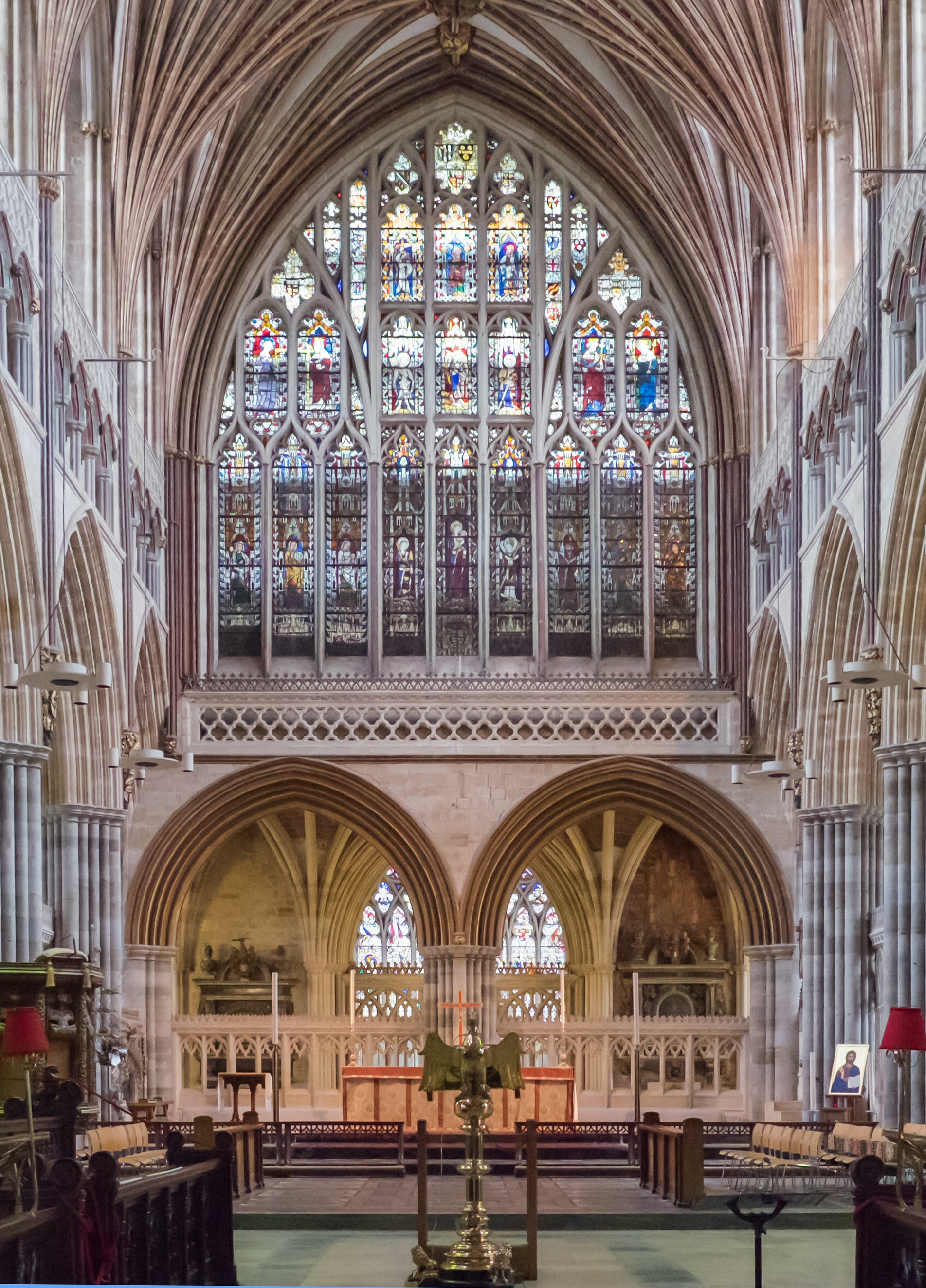
Большое Восточное окно
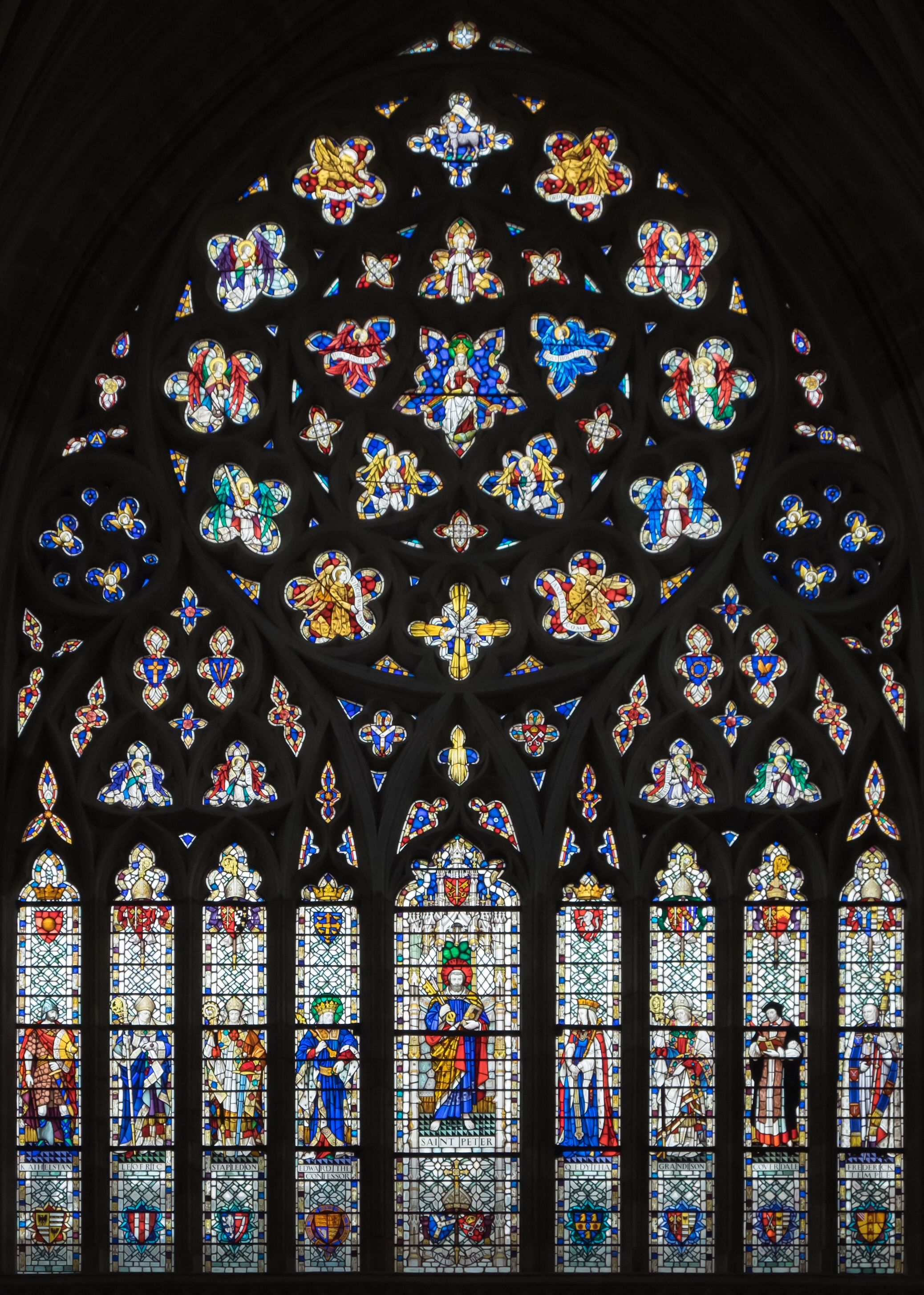
Западное окно

## Читать также
- Avril K. Henry, Anna C. Hulbert. Exeter Cathedral Keystones & Carvings: A Catalogue Raisonné of the Sculptures & Their Polychromy (англ.). Universities of Essex – History Data Service. Дата обращения: 23 августа 2010.
- Barlow, Frank, et al. Leofric of Exeter: essays in commemoration of the foundation of Exeter Cathedral Library in A.D. 1072 (англ.) / Frank Barlow, Kathleen M. Dexter, Audrey M. Erskine, L. J. Lloyd.. — Exeter: University of Exeter, 1972.
- Orme, Nicholas. Exeter Cathedral: the first thousand years, 400-1550 (англ.). — Exeter: Impress, 2009. — ISBN 0-9556239-8-7.